# إليك دونالد
إليك دونالد (بالإنجليزية: Alec Donald)‏ (29 مايو 1900 في المملكة المتحدة - 1 يناير 1949 في المملكة المتحدة) هو لاعب كرة قدم بريطاني (وحمل سابقاً جنسية المملكة المتحدة لبريطانيا العظمى وأيرلندا) في مركز الظهير. لعب مع تشيلسي ودونفرملين أثلتيك ونادي بارتيك ثيسل ونادي بريستول روفيرز ونيويورك ناشيونالز وهارت أوف ميدلوثيان وIndiana Flooring ‏.